# Velvet Revolver
Velvet Revolver (Español: Revólver de Terciopelo) fue una banda estadounidense de Rock alternativo, formada por Slash, Duff McKagan y Matt Sorum, miembros de Guns N' Roses, el guitarrista Dave Kushner y 
el cantante de Stone Temple Pilots llamado Scott Weiland.

## Historia

### Formación
Se formó cuando tres miembros de Guns N' Roses (Slash, Duff McKagan y Matt Sorum) se unieron para tocar en un concierto benéfico para el baterista Randy Castillo en 2002. Al darse cuenta de que todavía podían complementarse musicalmente, los tres decidieron continuar tocando juntos. Sus primeros ensayos incluyeron a Josh Todd y Keith Nelson del grupo Buckcherry, pero se fueron antes de que se formara formalmente la banda. Tras esto, el guitarrista Dave Kushner, que había tocado en Wasted Youth junto a Dave Navarro, fue invitado al proyecto. Kushner ya conocía a los miembros del grupo, dado que estudió con Slash en la escuela secundaria y había tocado con McKagan en la banda Loaded. El cuarteto se llamó «The Project» mientras encontraban un mejor nombre.
El grupo hizo audiciones para buscar vocalista, entre los que participaron fueron Todd Kerns (Age of Electric), Sebastian Bach (Skid Row), Kelly Shaefer (Atheist), y Travis Meeks (Day of the New), pero ninguno quedó. Scott Weiland escuchó el material de la banda y se ofreció como vocalista, pero la banda no quería generar controversia con su actual grupo, Stone Temple Pilots. Transcurrió un tiempo y dicha banda se desintegró por problemas internos, y fue entonces cuando Weiland se volvió a ofrecer y fue aceptado. Slash sugirió el nombre «Revolver» para la banda, y Weiland «Black Velvet», juntaron los dos pero eliminaron «Black», ya que «Black Velvet Revolver» sonaba similar a «Stone Temple Pilots», y además sería más fácil de recordar un nombre más corto. Mucha gente cree que el nombre es un juego de palabras con el nombre de «Guns N' Roses», «Revolver» es similar a «Guns» (armas) y «Velvet» (terciopelo) es un material suave como las rosas («Roses»).

### Contraband
La banda grabó su primer tema «Set me Free» para la banda sonora de la película Hulk en 2003, y también hicieron una versión de la canción «Money» de Pink Floyd para la película The Italian Job. Su primer concierto fue en Los Ángeles en junio de 2003. El primer álbum de la banda, Contraband, fue grabado a finales del mismo año.

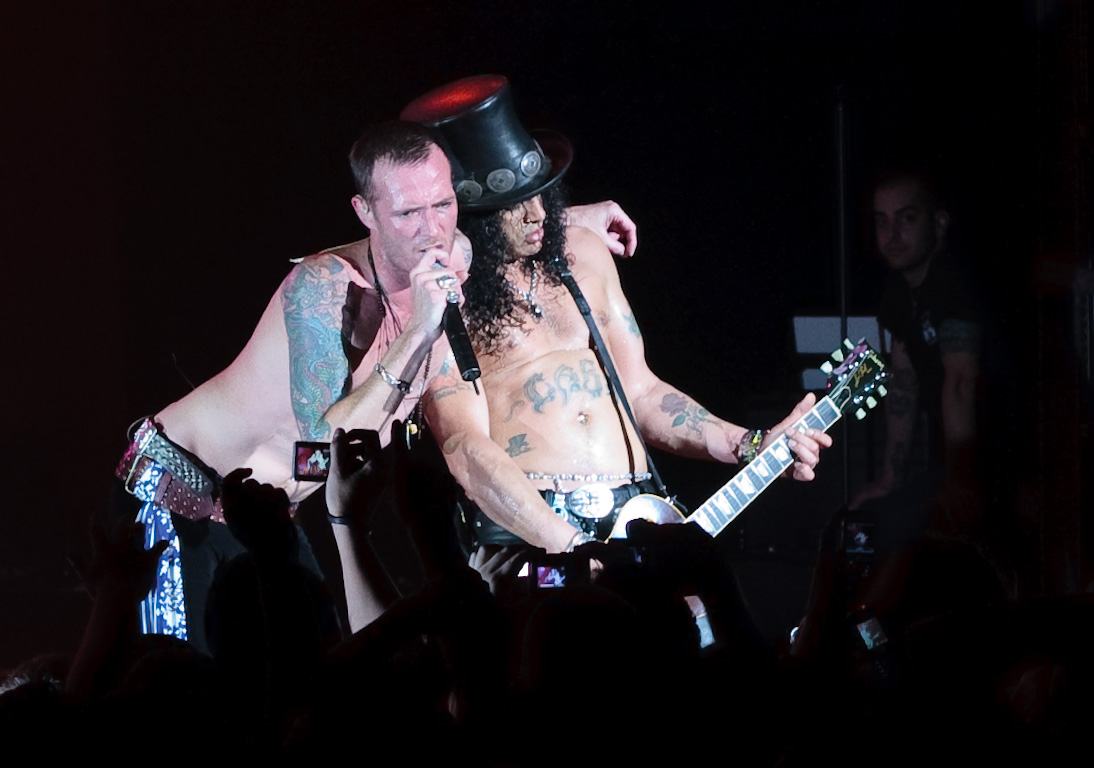
Scott Weiland y Slash

Contraband fue lanzado en junio del 2004, alcanzando el puesto #1 en la lista Billboard de álbumes, #11 en el ranking británico y #2 en el australiano. Sacaron tres sencillos, «Slither», «Fall to Pieces» y «Dirty Little Thing».
Contraband ha alcanzado los 2 millones de ventas en los Estados Unidos. El éxito de la banda hizo posible giras por los Estados Unidos, Europa, Japón y Australia.
Velvet Revolver participó en el Live 8 tocando las canciones «Do It For the Kids», «Fall to Pieces» y «Slither». En el DVD del evento solo aparece «Fall to Pieces».
En 2005, grabaron la canción «Come On, Come In» para la película Los 4 fantásticos.

### Libertad
Su segundo álbum se tituló Libertad. Salió a la venta el 3 de julio de 2007. La portada provocó controversia, pues en ella se reproduce una imagen (un ángel rompiendo sus cadenas) que aparecía acuñada en las monedas de 10 pesos que circularon en Chile durante la dictadura militar de Augusto Pinochet. El primer sencillo del álbum fue «She Builds Quick Machines», lanzado el 8 de junio de 2007.
La banda se lanzó en una gira que los llevó primero por Sudamérica, tocando el 10 de abril en Chile, y luego tocaron en el Quilmes Rock junto a Aerosmith en Argentina. La gira continuó en Brasil y con una serie de conciertos en clubes de Estados Unidos para luego embarcarse a Europa. La gira se retomó el 5 de agosto en Baltimore, Maryland.

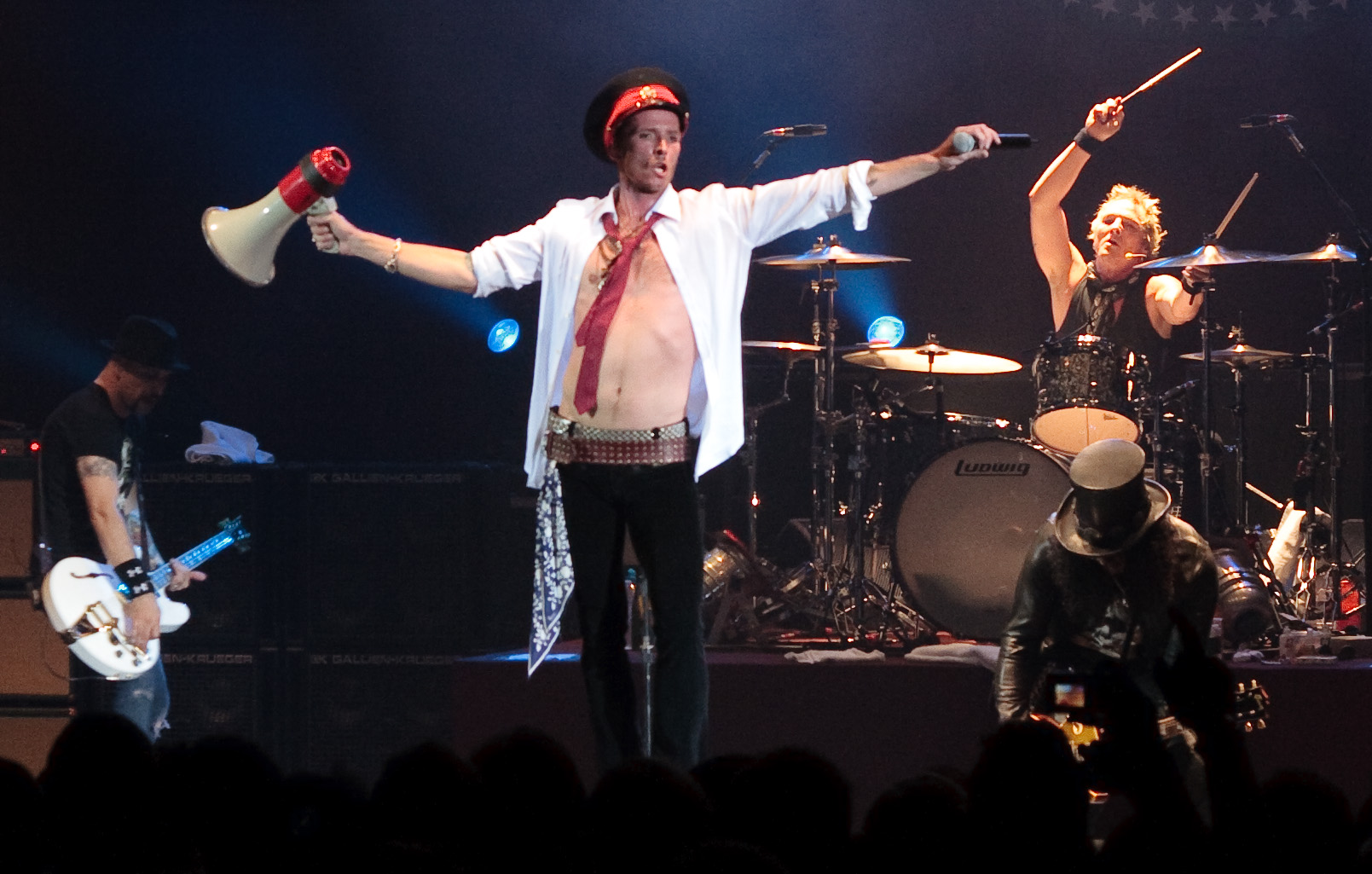
Velvet Revolver en Londres en junio de 2007

### Salida de Scott Weiland
El 25 de enero de 2008 Slash anunció que el antiguo grupo de Weiland, Stone Temple Pilots, formarían parte del festival Rock on the Range de Columbus, Ohio, en mayo de 2008, haciendo oficial la reunión de este grupo. Dos meses después, mientras estaban en gira por Glasgow, el 20 de marzo, Weiland anunció, previo a que tocaran «Fall to Pieces», que esa era la última gira de la banda, la audiencia y el resto de los integrantes quedaron atónitos por el inesperado anuncio del vocalista.
El 1 de abril de ese mismo año, Slash, McKagan, Sorum y Kushner anunciaron que Weiland estaba despedido de la formación. «Esta banda está dedicada sólo a sus fanáticos y a la música, y Weiland no está involucrado al 100%», dijo Slash. «Entre otras cosas, su cada vez más errático comportamiento en escena y sus problemas personales nos han forzado a movernos». Además, el guitarrista dijo que habrá un tercer álbum de la banda, pero que no sabía «ni cómo ni cuándo, pero que el núcleo de los cuatro músicos continuará».

### Últimos años
Durante los años siguientes a la salida de Weiland, los miembros restantes de Velvet Revolver realizaron audiciones esporádicas para encontrar un nuevo vocalista y grabaron algunas canciones. La actividad del grupo se interrumpió varias veces mientras cada uno participaba en sus proyectos personales. En 2009, Duff McKagan sacó un álbum con su grupo Loaded mientras que Slash se dedicó a grabar Slash, su primer álbum solista. En junio de 2010, Slash declaró que el próximo álbum de Velvet Revolver sonaría más heavy que Libertad. En la misma entrevista, Slash afirmó que la grabación del nuevo álbum podría empezar en el 2011.
Varios nombres se rumorearon como el posible sucesor de Weiland, entre ellos Myles Kennedy de Alter Bridge, Lenny Kravitz, Chester Bennington de Linkin Park, y Steve Isaacs de The Panic Channel. En 2011 se informó que Corey Taylor, vocalista de las bandas Slipknot y Stone Sour, podría unirse a la banda como nuevo vocalista, llegando incluso a grabar algunas canciones junto al grupo, pero la idea no prosperó.
En enero de 2012 Scott Weiland volvió brevemente a tocar junto a la banda en una presentación en vivo. El evento fue organizado por Dave Kushner en honor a John O’Brien. Tras la presentación volvieron a surgir rumores acerca de una reunión, pero no se concretó. La muerte de Weiland en 2015 y el regreso de Slash y McKagan a [[Guns N' Roses]] impidieron mayores avances para retomar Velvet Revolver.

## Miembros
- Slash - Guitarra solista, coros (2002–2008, 2012)
- Dave Kushner- Guitarra rítmica (2002–2008, 2012)
- Duff McKagan - Bajo eléctrico, coros (2002–2008, 2012)
- Matt Sorum - Batería, Percusión, coros (2002–2008, 2012)
- Scott Weiland - Voz, Teclados (2002–2008, 2012)

## Discografía

### Álbumes
- Contraband (8 de junio de 2004)
- Libertad (3 de julio de 2007)

### EP
- Melody and the Tyranny 6 de junio de 2007 (EP limitado a 5000 copias en Europa)

### Sencillos
| Año                               | Título                      | Mejores posiciones en listas | Mejores posiciones en listas | Mejores posiciones en listas | Mejores posiciones en listas | Mejores posiciones en listas | Mejores posiciones en listas | Mejores posiciones en listas | Mejores posiciones en listas | Mejores posiciones en listas | Mejores posiciones en listas | Certificaciones |
| Año                               | Título                      | Hot 100                      | USA Alt.                     | USA Main.                    | ALE                          | AUS                          | CAN                          | IRL                          | HOL                          | NOR                          | UK                           | Certificaciones |
| Contraband                        | Contraband                  | Contraband                   | Contraband                   | Contraband                   | Contraband                   | Contraband                   | Contraband                   | Contraband                   | Contraband                   | Contraband                   | Contraband                   | Contraband      |
| --------------------------------- | --------------------------- | ---------------------------- | ---------------------------- | ---------------------------- | ---------------------------- | ---------------------------- | ---------------------------- | ---------------------------- | ---------------------------- | ---------------------------- | ---------------------------- | --------------- |
| 2003                              | «Set Me Free»               | —                            | 32                           | 17                           | —                            | —                            | —                            | —                            | —                            | —                            | —                            |                 |
| 2004                              | «Slither»                   | 56                           | 1                            | 1                            | —                            | 26                           | —                            | 47                           | 46                           | 12                           | 35                           | - RIAA: Oro     |
| 2004                              | «Fall to Pieces»            | 67                           | 2                            | 1                            | 89                           | —                            | —                            | 42                           | 53                           | —                            | 32                           | - RIAA: Oro     |
| 2005                              | «Dirty Little Thing»        | —                            | 36                           | 8                            | —                            | —                            | —                            | —                            | —                            | —                            | —                            |                 |
| Banda sonora de Los 4 Fantásticos |                             |                              |                              |                              |                              |                              |                              |                              |                              |                              |                              |                 |
| 2005                              | «Come On, Come In»          | —                            | —                            | 14                           | —                            | —                            | —                            | —                            | —                            | —                            | —                            |                 |
| Libertad                          |                             |                              |                              |                              |                              |                              |                              |                              |                              |                              |                              |                 |
| 2007                              | «She Builds Quick Machines» | 104                          | 17                           | 2                            | —                            | —                            | 43                           | —                            | —                            | —                            | —                            |                 |
| 2007                              | «The Last Fight»            | —                            | —                            | 29                           | —                            | —                            | 72                           | —                            | —                            | —                            | —                            |                 |
| 2008                              | «Get Out the Door»          | —                            | —                            | 34                           | —                            | —                            | —                            | —                            | —                            | —                            | —                            |                 |
| 2008                              | «Let It Roll»               | —                            | —                            | —                            | —                            | —                            | —                            | —                            | —                            | —                            | —                            |                 |

## Premios y nominaciones
Velvet Revolver ha recibido un Grammy Award. La banda ganó el Grammy con «Slither» que fue nominada por Best Hard Rock Performance en 2005. La canción «Fall to Pieces» recibió la nominación por Year/Rock Radio Radio Music Award en 2005. La banda ganó el Best International Newcomer Kerrang! Award en 2004. También fueron nominados por mejor artista rock del año por Billboard Music Award en 2005.
| Premiación         | Año  | Nominación      | Categoría                                    | Resultado |
| ------------------ | ---- | --------------- | -------------------------------------------- | --------- |
| Kerrang! Awards    | 2004 | Velvet Revolver | Mejor banda emergente internacional Newcomer | Ganador   |
| Premios Grammy     | 2005 | Slither         | Mejor interpretación de hard rock            | Ganador   |
| Premios Grammy     | 2005 | Fall to Pieces  | Mejor canción de rock                        | Nominado  |
| Premios Grammy     | 2005 | Contraband      | Mejor álbum de rock                          | Nominado  |
| Premios Billboard  | 2005 | Velvet Revolver | Artista de rock del año                      | Nominado  |
| Radio Music Awards | 2005 | Fall to Pieces  | Canción del año/Rock Radio                   | Nominado  |